# Municipio de Auglaize (condado de Laclede)
El municipio de Auglaize (en inglés: Auglaize Township) es un municipio ubicado en el condado de Laclede en el estado estadounidense de Misuri. En el año 2010 tenía una población de 2260 habitantes y una densidad poblacional de 12,33 personas por km².

## Geografía
El municipio de Auglaize se encuentra ubicado en las coordenadas 37°47′40″N 92°38′39″O / 37.79444, -92.64417. Según la Oficina del Censo de los Estados Unidos, el municipio tiene una superficie total de 183.33 km², de la cual 182.75 km² corresponden a tierra firme y (0.31%) 0.57 km² es agua.

## Demografía
Según el censo de 2010, había 2260 personas residiendo en el municipio de Auglaize. La densidad de población era de 12,33 hab./km². De los 2260 habitantes, el municipio de Auglaize estaba compuesto por el 96.81% blancos, el 0.18% eran afroamericanos, el 0.49% eran amerindios, el 0.18% eran asiáticos, el 0.09% eran isleños del Pacífico, el 0.62% eran de otras razas y el 1.64% pertenecían a dos o más razas. Del total de la población el 1.95% eran hispanos o latinos de cualquier raza.